# نورمان مالدونادو
نورمان مالدونادو (بالإنجليزية: Norman Maldonado)‏ هو طبيب أمريكي، ولد في 1935.